# Acontia curvilinea
Acontia curvilinea är en fjärilsart som beskrevs av Barnes och Mcdunnough 1913. Acontia curvilinea ingår i släktet Acontia och familjen nattflyn. Inga underarter finns listade i Catalogue of Life.